# Титов, Михаил Иванович (фабрикант)
Михаи́л Ива́нович Тито́в (1767—1835) — русский фабрикант, общественный деятель, московский городской голова (1814—1818), купец I гильдии, коммерции советник.

## Биография
Родился 1 (12) сентября 1767 года, происходил из суздальских мещан. В 1797 году переехал в Москву. Был приказчиком в торговом доме под фирмой «Захаров и Мухин». После женитьбы на вдове владельца и стал компаньоном фирмы.
В 1800 году впервые в Москве установил ситцепечатную машину на мануфактуре за Калужской заставой (в нынешнем Титовском проезде). С 1812 года — коммерции советник, 1816 года — потомственный дворянин.
Принимал активное участие в общественной жизни Москвы. В 1806 был избран бургомистром Московского магистрата. В 1814 году, после смерти Ф. И. Кожевникова, стал московским городским головой. В 1815 году переизбран на второй срок. Занимался восстановлением Москвы после пожара 1812 года. При нём Московская дума переехала в дом графа Толстого на Солянке. В 1831 и 1833 годах Титов встречался с императором Николаем I. Владел особняком в Нескучном саду.
Умер в Москве 6 (18) ноября 1835 года.

## Память
В честь Михаила Титова назван Титовский проезд в Москве, где располагалась его фабрика. Он запечатлён в числе зрителей на картине Григория Чернецова «Парад 6 октября 1831 года в Петербурге».